# Песниця (Кунгота)
Песниця (словен. Pesnica) — поселення в общині Кунгота, Подравський регіон‎, Словенія.